# Ophiusa achatina
Ophiusa achatina là một loài bướm đêm trong họ Erebidae.